# Шафибейлинцы
Шафибейлинцы — одна из известных родословных азербайджанского народа. Прадед рода — Шафи Бей. Он родился в селе Айдынгышлаг Габалинского султаната. По некоторым данным, был районным депутатом, занимался управлением своим имуществом.

## Представители поколения
Именно Шафи-бей основал клан Шафи-бейли. Он родился в селе Айдынгышлаг Габалинского султаната и учился у муллы. По некоторым данным, он был районным депутатом. У них были сыновья по имени Джафар-бей и Бахиш-бей .
Джафар-бей Шафи-бей родился в 1815 году в деревне Айдынгишлак. После учебы у Моллы он служил в русской армии. Он имел звание прапорщика. У него были сыновья по имени Хаджи-бей, Шукур-бей и Рустам-бей.
Хаджи-бей родился в 1834 г., Шукур-бей в 1836 г., а Рустам-бей в 1838 г. в селе Айдынгышлаг. Все трое учились у муллы и жили, управляя своими поместьями.
Потомки Рустам-бека носили фамилию Рустамбейли. У него были сыновья по имени Ага-бей и Мустафа-бей.
Сын Рустам-бея Мустафа-бей родился в 1864 году в селе Айдынгишлаг. Во времена Азербайджанской Республики Азербайджан подарил армии 20 000 пар обуви для улучшения снабжения армии.  В 1920 году, после апрельского нашествия, расстрелян вместе со своим сыном Хаджи-беем. В книге Мохаммада Амина Расулзаде «Азербайджанская Республика» его имя упоминается в списке людей, убитых большевиками после оккупации. На данный момент сохранился дом Мустафы бека в селе Кичич Пираллы Габалы. У него были сыновья по имени Джафар-бей, Шафи-бей, Хаджи-бей и Бахиш-бей.
Джафар бек Рустамбейли родился в 1890 году в селе Мамедли Арешского района. В 1909 году поступил на медицинский факультет Киевского университета, а по окончании был мобилизован военным врачом. Сначала работал врачом в 58-м стрелковом полку, а с 1917 г. в Крыму. Согласно приказу, подписанному Ф.Хойским 3 апреля 1919 года, Джафар-бек Рустамбейли с 19 марта был назначен дипломатическим представителем Азербайджана на Кубани и в Крыму, а также торговым уполномоченным. Расстрелян после советской оккупации. 
Шафи бек Рустамбейли родился в 1893 году в селе Айдынгышлаг. Получив среднее образование в классической гимназии в Гяндже, в 1911 году поступил на юридический факультет Киевского университета. Он был одним из руководителей и активных членов созданной в университете Организации соотечественников Азербайджана. В 1916 году он вернулся в Гянджу и после получения диплома высшего юриста работал в окружном суде. Он был избран депутатом Закавказского сейма, образованного в 1918 году, и был одним из 8 человек, подписавших Декларацию о Независимость Азербайджана. В период Азербайджанской Республики работал депутатом, заместителем министра внутренних дел (с марта 1920 г.), редактором газеты «Азербайджан» (на русском языке), главой Комитета помощи беженцам. После оккупации Азербайджана большевиками в 1920 году выехал в Грузию, после оккупации Грузии в 1921 году — в Трабзон, а в августе того же года — в Стамбул. Здесь он продолжал свою политическую деятельность до конца жизни. Он скончался в 1953 году. Его могила находится на кладбище Ферикёй в Стамбуле.